# Butastur teesa
El azor tisa o busardo tisa (Butastur teesa) es una especie de ave rapaz diurna de la familia Accipitridae nativa del sur de Asia.

## Descripción

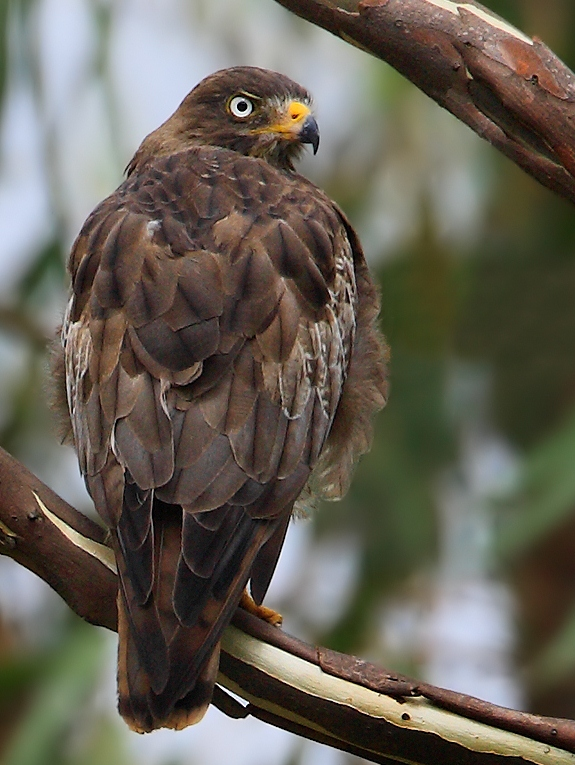
Adulto

Es un azor de tamaño pequeño identificado fácilmente por los iris blancos, la garganta blanca y una franja mesial oscura. Una mancha blanca es a veces visible en la parte posterior de la cabeza. Cuando está posado el extremo del ala casi alcanza la punta de la cola. La cera es claramente amarilla, la cabeza es oscura y la parte inferior del cuerpo es oscuro barrado. En vuelo las alas parecen redondeadas con puntas negras en las plumas y el revestimiento del ala se ve oscuro. La parte superior del ala muestra en vuelo una barra pálida sobre el marrón. La cola es rojiza barrada con una banda subterminal más oscura. Las aves jóvenes tienen el iris de color marrón y la frente es blanquecina, que en ocasiones presenta una amplia lista superciliar. La única confusión puede ocurrir en lugares en los que se solapa con el busardo carigrís (Butastur indicus), pero los adultos de esta tienen una ceja blanca distintiva. Los polluelos son de color marrón rojizo a diferencia de la mayoría de las crías de aves rapaces que tienden a ser de color blanco.
El nombre específico teesa se deriva del nombre en hindi. El nombre Butastur se utilizó para indicar que estaba entre el Buteo «busardos» y Astur, un viejo nombre para los gavilanes. Estudios de filogenia molecular sugieren que el género es un grupo hermano de Buteoninae.

## Distribución y hábitat
Se encuentra ampliamente distribuida en sur de Asia, en la India se extiende a través de las llanuras y hasta 1000 m en los Himalayas. Es residente en Irán, Pakistán, Nepal, Bangladés y Myanmar. Está ausente en Sri Lanka y probablemente en las Andamán. Es visitante de verano en el noreste de Afganistán. Está presente principalmente en las llanuras, pero puede ir hasta 1200 m en las estribaciones de la cordillera del Himalaya. Son numerosos en algunas zonas, pero en declive. Una encuesta realizada a finales de 1950 estimó unas 5000 aves en las cercanías de Delhi, en un área de cerca 50 000 km².

## Comportamiento y ecología

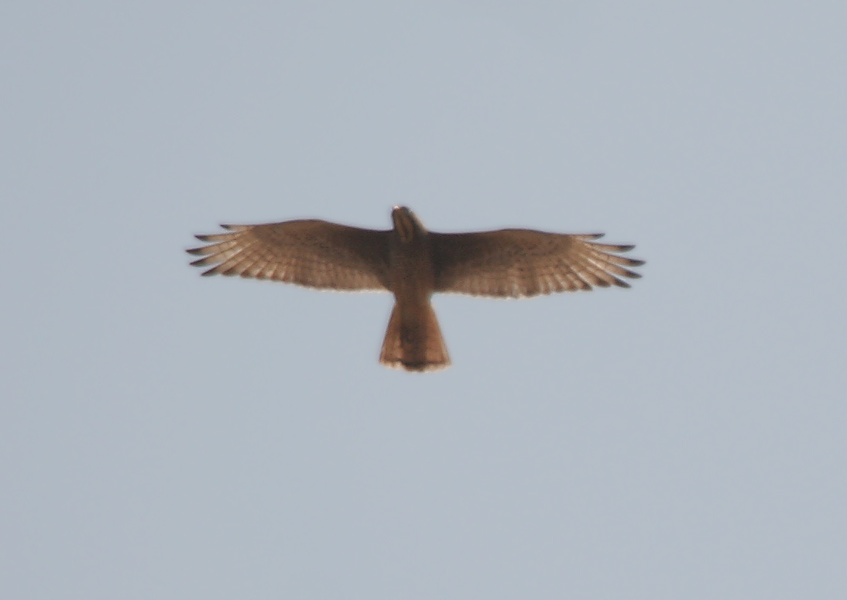
En vuelo

Esta especie generalmente se ve volando solo en las corrientes térmicas o todavía posado. También pueden ser vistos grupos de dos o tres. Tienen una llamada similar a un maullido o un silvido descendente (transcrito como pit-weer) que repite cuando las parejas están en vuelo. Son vociferantes en la época de reproducción.
Se alimentan principalmente de langostas, saltamontes, grillos y otros insectos grandes, así como ratones, lagartijas y ranas. También pueden cazar cangrejos desde cerca de los humedales e incluso se ha informado que se alimenta de presas más grande como liebres nuca negra (Lepus nigricollis).
La época de reproducción es de febrero a mayo. El nido es una plataforma flexible de ramas no muy diferente a la de un cuervo, a veces construido en un árbol sin hojas. La nidada usual es de tres huevos, que son de color blanco y por lo general sin manchas. Ambos sexos comparten la construcción del nido y la alimentación de los polluelos; la hembra incuba sola por unos 19 días hasta que los huevos eclosionan.
Una especie de endoparásito platelminto fue descrito desde el hígado de esta especie. Los protozoos del género Atoxoplasma que viven en el torrente sanguíneo han sido aislados. Como la mayoría de las aves tienen ectoparásitos especializados como Colpocephalum zerafae que también se conocen de otras aves de presa.

## Otras fuentes
- Ansari HA & D Kaul (1986). «Cytotaxonomic study in the order Falconiformes (Aves)». Zoologica Scripta 15 (4): 351-356. doi:10.1111/j.1463-6409.1986.tb00235.x.